# RR-402
A  RR-402 é uma rodovia brasileira do estado de Roraima.
Está localizada na região Centro do estado, atendendo ao município de Alto Alegre, numa extensão de 17,6 quilômetros, compreendendo o total projetado para a rodovia. 